# Manolada
Manolada  este un oraș în Grecia în Prefectura Arcadia.